# Pierre Arnold

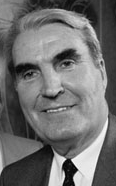
Pierre Arnold (1990)

Pierre Arnold (* 22. November 1921 in Ballaigues; † 25. März 2007 in Schwyz) war ein Schweizer Manager, der in leitenden Tätigkeiten für Migros tätig war.

## Leben

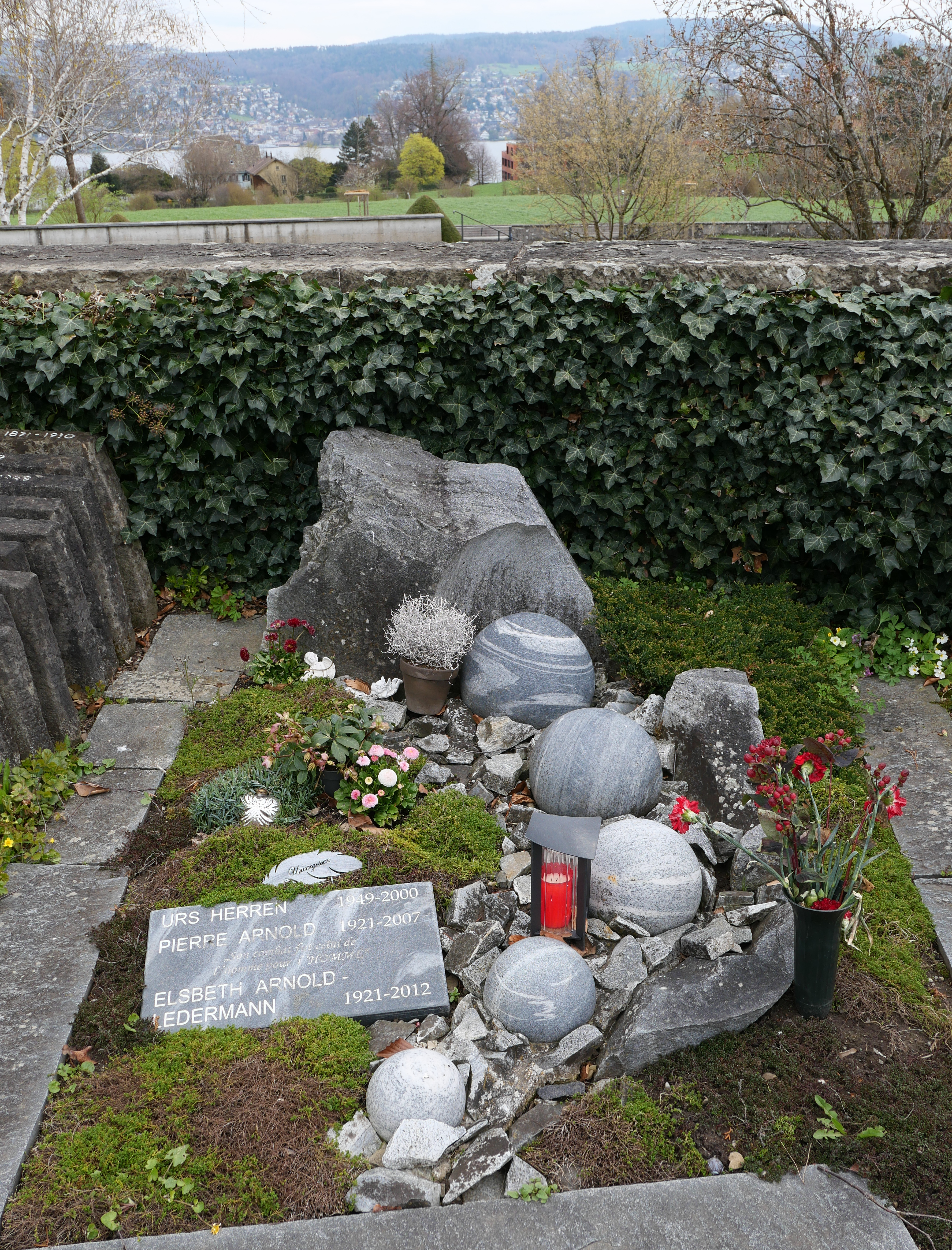
Das Grab von Arnold, seiner Frau Elsbeth, geb. Ledermann (1921–2012), und von Urs Herren (1949–2000) auf dem Friedhof von Kilchberg im Kanton Zürich.

Seine Kindheit und Jugend verbrachte er in der Westschweiz und in Südfrankreich. Als Landarbeiter war er unter anderem auf einem Gut im Thurgau beschäftigt, das zu einer psychiatrischen Klinik gehört. Später war er Pfleger in der Klinik Oscar Forels in Rives de Prangins. An der ETH Zürich bildete er sich zum Ingenieur-Agronom aus, um leitende Stellungen in landwirtschaftlichen Organisationen auszuüben.
Alfred Gehrig konnte Arnold 1958 für die Migros gewinnen. Damals vollzog sich im Migros-Genossenschafts-Bund (MGB) der Übergang von der Epoche der Pioniere zu einer der neuen Technologien. 1959 wurde er jüngstes Mitglied der Verwaltungsdelegation, dem Leitungsgremium des MGB. Als Departement wurden ihm die Industriebetriebe der Migros zugewiesen.
Arnold baute das von Gehrig begonnene Unternehmen Seba Aproz SA im Unterwallis zu einem Grossbetrieb aus. In den ersten Jahren kam es jedoch auch zu Spannungen zwischen ihm und Migros-Gründer Gottlieb Duttweiler sowie dessen langjähriger volkswirtschaftlicher Beraterin Elsa Gasser. Er wurde als offensiver Manager charakterisiert, der mit seiner Art begeistern, aber auch anecken konnte.
1976 wurde Pierre Arnold als Nachfolger von Rudolf Suter Präsident der Verwaltungsdirektion und damit oberster Migros-Chef. Er holte erstmals Frauen in Führungspositionen, namentlich Arina Kowner als Direktorin für Soziales und Kultur sowie Charlotte Hug als Koordinatorin der Migros-Presse. Jede Woche wandte er sich in Briefen an die Genossenschaftler, etwa 400 in den acht Jahren seiner Präsidentschaft. Eine Auswahl erschien 1984 in seinem Buch Federführend. Auch die erste Sozialbilanz von 1978, eine selbstkritische Rechenschaft der Migros als Sozialpartner, die zusätzlich zum Jahresbericht herausgegeben wurde, fällt in seine Amtszeit.
Von 1984 bis 1991 war Arnold Präsident der Verwaltung MGB. Anschliessend, von 1992 bis 2005, präsidierte er die Gottlieb und Adele Duttweiler-Stiftung.
Pierre Arnold wurde 1984 Ehrenbürger von Ballaigues, 1985 Ehrendoktor der Universität Lausanne und 1991 Mitglied der französischen Ehrenlegion.